# پارک هوان هی
پارک هوان هی (کره‌ای: 박환희؛ زادهٔ ۱۳ اکتبر ۱۹۹۰) بازیگر و مدل اهل کره جنوبی است. او به خاطر ایفای نقش در مجموعه تلویزیونی نسل خورشید (۲۰۱۶) شناخته شد.

## فیلم‌شناسی

### مجموعه تلویزیونی
| سال  | عنوان                  | نقش             | توضیحات               | منابع  |
| ---- | ---------------------- | --------------- | --------------------- | ------ |
| ۲۰۱۵ | تو کیستی: مدرسه ۲۰۱۵   | کیم کیونگ جین   | حضور افتخاری (قسمت ۱) | [ ۲ ]  |
| ۲۰۱۶ | نسل خورشید             | چوی مین جی      |                       | [ ۳ ]  |
| ۲۰۱۶ | عشق بی‌پروا             | جوانی کو نا ری  | حضور افتخاری (قسمت ۲) | [ ۴ ]  |
| ۲۰۱۶ | حسادت آشکار            | کوم سو جونگ     |                       | [ ۵ ]  |
| ۲۰۱۷ | پادشاه عاشق            | وانگ دان        |                       | [ ۶ ]  |
| ۲۰۱۸ | آیا تو انسانی؟         | سو یه نا        |                       | [ ۷ ]  |
| ۲۰۲۱ | جیریسان                | هی وون          | حضور افتخاری          | [ ۸ ]  |
| ۲۰۲۳ | تسویه حساب: پول و قدرت | جوانی اون جی هی |                       | [ ۹ ]  |
| ۲۰۲۳ | اعداد                  | سون هه وون      |                       | [ ۱۰ ] |
| ۲۰۲۳ | دلال ازدواج            | یوجو دِک         |                       | [ ۱۱ ] |

### حضور در موزیک ویدئو
| سال  | نام ترانه                                                | آرتیست                     | منابع |
| ---- | -------------------------------------------------------- | -------------------------- | ----- |
| ۲۰۱۹ | «خداحافظی نکن» (헤어지지말아요, 우리; Don't say goodbye) | روکوبری و دویونگ از ان‌سی‌تی |       |